# Пътека на философите
Пътеката на философите (на немски: Philosophenweg, Философенвег) е пътека, чието начало се намира в хайделбергския квартал Ноенхайм и която се извива по склоновете на хълма Хайлигенберг.
Тя е изградена между 1837 и 1841 г. Разположена на противоположния бряг на река Некар, от нея се открива прекрасен изглед към старата част на града, в която по склоновете на срещуположния хълм Кьонигсщул се намира Хайделбергският замък. Пътеката на философите е една от основните забележителностите на град Хайделберг.
В района на Философенвег се отглеждат нетипични за тези географски ширини растения като бадеми, смокини, мушмули или маслини, а от 2000 г. успешно се отглеждат и средиземноморски сортове грозде. По склоновете на хълма Хайлигенберг и в района на Философенвег строителството е забранено.

## Произход на името
Епохата на късната романтика превръща обикновения път из лозята над Хайделберг във Философенвег. Името на пътеката, Философенвег (Philosophen = „философи“, в случая „на философите“ и Weg = „път“, в случая „пътека“), произлиза от хайделбергските студенти, които я използват открай време за романтични разходки и усамотяване. Названието философ, което се използва тук като синоним на студент, е от времената, когато Философията е била една от малкото специалности, преподавани в Хайделбергския университет.

## Протежение
Началото на пътеката се намира сравнително трудно от туристи, въпреки че е обозначено. То се намира на Ладенбургер Щрасе, една от пресечките на Брюкенщрасе, на около 5 мин от централния площад Бисмарк. Първата част на пътеката, около 700 м е стръмна и преминава през един от най-скъпите райони на Хайделберг, в които са разположени предимно вили от различни епохи. Тук на Философенвег номер 12 се намира институтът по физика на Хайделбергския университет. Номер 16 и 19 също са част от този институт, като на номер 19 е разположена катедрата по теоретична физика, а в номер 16 е библиотеката на института. Тук между 1912 и 1939 г. е живял зоологът Хуго Мертон. През 1952 г. физикът Ханс Йенсен купува къщата и я завещава на института по физика.
Недалеч от института, нагоре по хълма се намира терасата, от която се открива прекрасен изглед не само над долината на река Некар, старата част на Хайделберг с неговите църкви, университет и замък, но и към Горнорейнската долина и природния парк Пфелцервалд. Тук са разположени няколко бюстове на известни бивши студенти като Йозеф фон Айхендорф, за които е документирано, че са посещавали редовно Философенвег.
На източния край на Философенвег се намира инсталацията „Хьолдерлин“ с Хьолдерлинщайн, който напомня за хайделбергския дял от неговото творчество.